# Jesús Herrera
Jesús Herrera Jaimie (ur. 4 kwietnia 1995 w Artemisie) – kubański siatkarz, grający na pozycji atakującego, reprezentant kraju. 

## Sukcesy klubowe
Puchar ACLAV:
- 2019

Klubowe Mistrzostwa Ameryki Południowej:
- 2019

Liga argentyńska:
- 2019

Puchar Mistrza:
- 2019

Liga francuska:
- 2021

Superpuchar Francji:
- 2021

Puchar Francji:
- 2022

Superpuchar Włoch:
- 2022[3], 2023[4], 2024[5]

Klubowe Mistrzostwa Świata:
- 2022[6], 2023[7]

Puchar Włoch:
- 2024[8]

Liga włoska:
- 2024[9]
- 2025[10]

Liga Mistrzów:
- 2025[11]

## Sukcesy reprezentacyjne
Puchar Panamerykański:
- 2019[12][13], 2022[14]
- 2018

Igrzyska Panamerykańskie:
- 2019

Mistrzostwa Ameryki Północnej, Środkowej i Karaibów:
- 2023[15]

## Nagrody indywidualne
- 2019: Najlepszy atakujący Klubowych Mistrzostw Ameryki Południowej
- 2022: Najlepszy atakujący Pucharu Panamerykańskiego